# 大気衛星

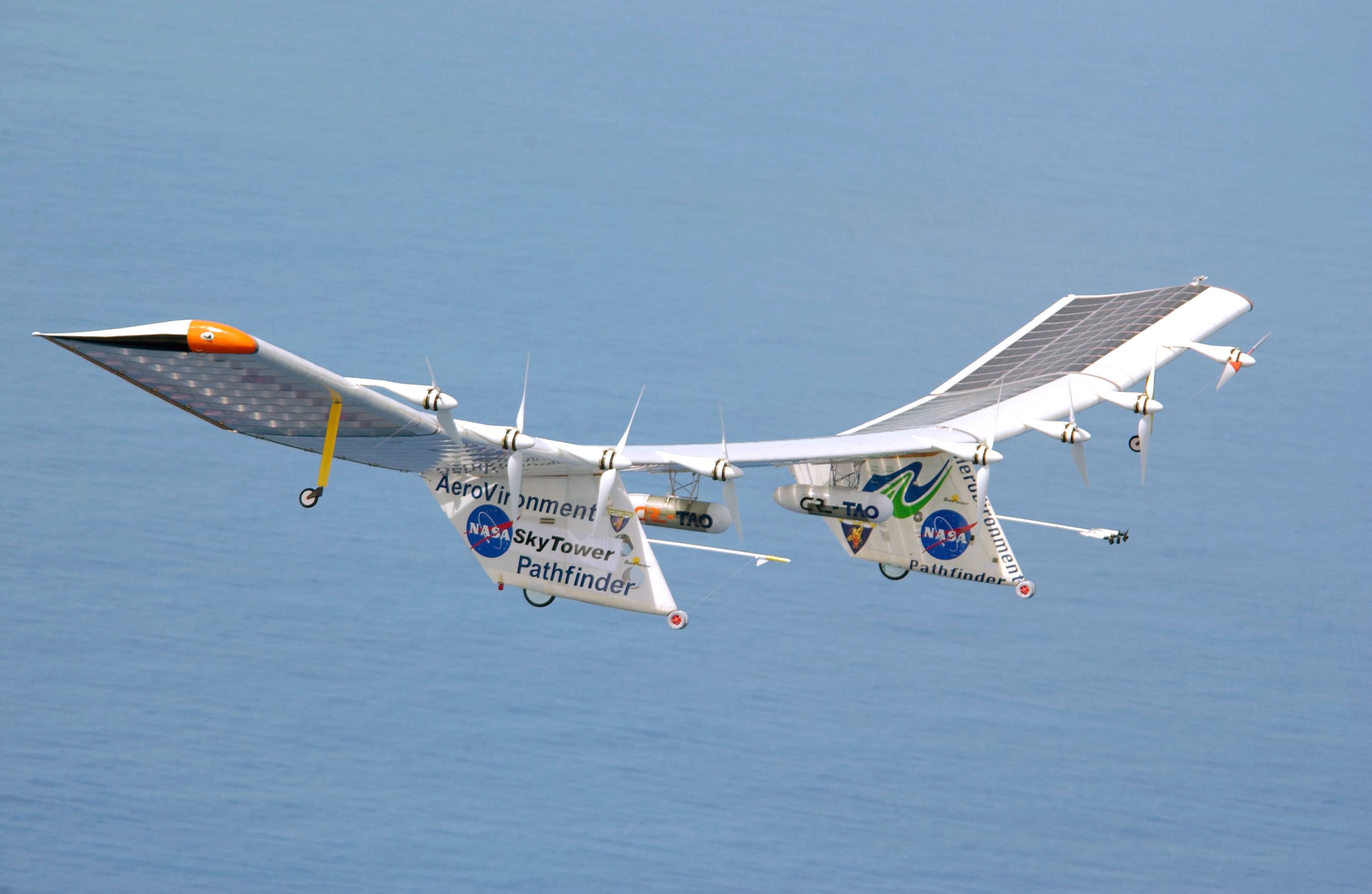
NASA パスファインダー

大気衛星（たいきえいせい、英語: Atmospheric satellite、 atmosatと略記）、または疑似衛星（英語: pseudo-satellite、英国での使用）は、従来は宇宙を周回している人工衛星で提供していたサービスを提供する、高高度の大気中で長時間動作する航空機のマーケティング用語。
大気衛星は、エアロスタット/浮力（例：気球）または空力（例：飛行機）のいずれかで、大気揚力を介して空中に留まる。対照的に、地球軌道上の従来の衛星は、宇宙の真空中で動作し、軌道速度から得られる遠心力によって飛行を続ける。
現在まで、すべてのatmosatsは、無人航空機（UAV）であった。

## 設計原則
大気衛星は大気の揚力を介して空中に留まる。これは宇宙の真空中で高速で自由に移動し、遠心力が重力と一致するために軌道を回っている地球周回軌道の衛星とは対照的である。衛星は製造と打ち上げに費用がかかり、軌道を変更するには非常に限られた燃料供給を費やす必要がある。大気衛星は非常にゆっくりと飛行する。それらは、現在の低軌道衛星よりも経済的かつ多様性のあるさまざまなサービスを提供することを目的としている。
動作高度は、風が一般に5ノット未満で、雲が日光を遮らない対流圏界面（約65,000フィート）にあると予想される。米国では、60,000フィートを超えて運用することが望ましく、それを超えると、連邦航空局は空域を規制しない。
atmosatの2つのクラスは、それぞれのいずれかを介して自分の揚力を得て、存在する空気静圧（例えば、風船）または空力（例えば、飛行機）。NASAとタイタン・エアロスペースの設計では、ヘリウムを充填した高高度気球の使用を想定しているGoogleのProject Loonとは対照的に、太陽電池を搭載したプロペラ駆動の電気飛行機を長期間使用している。

### 飛行機

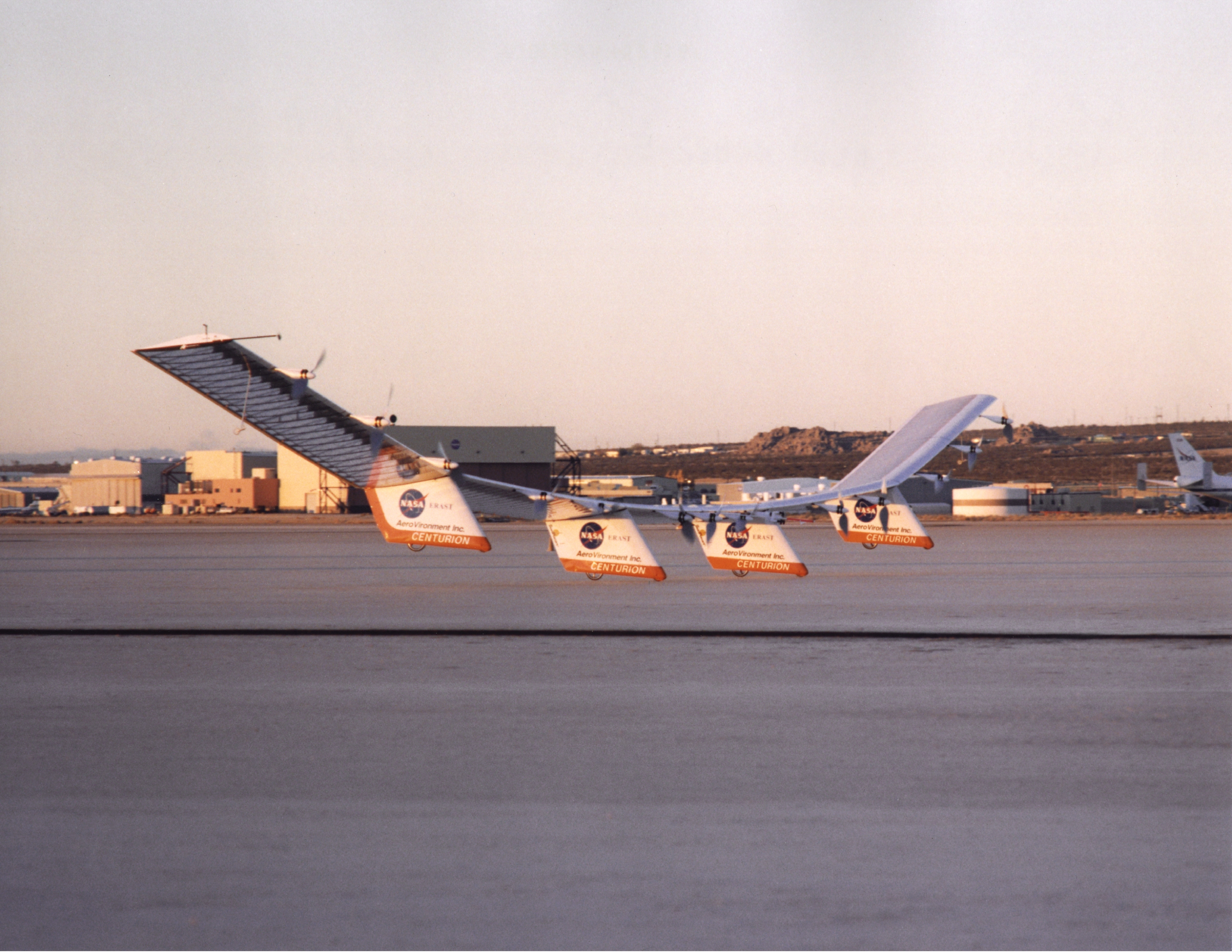
NASA センチュリオン

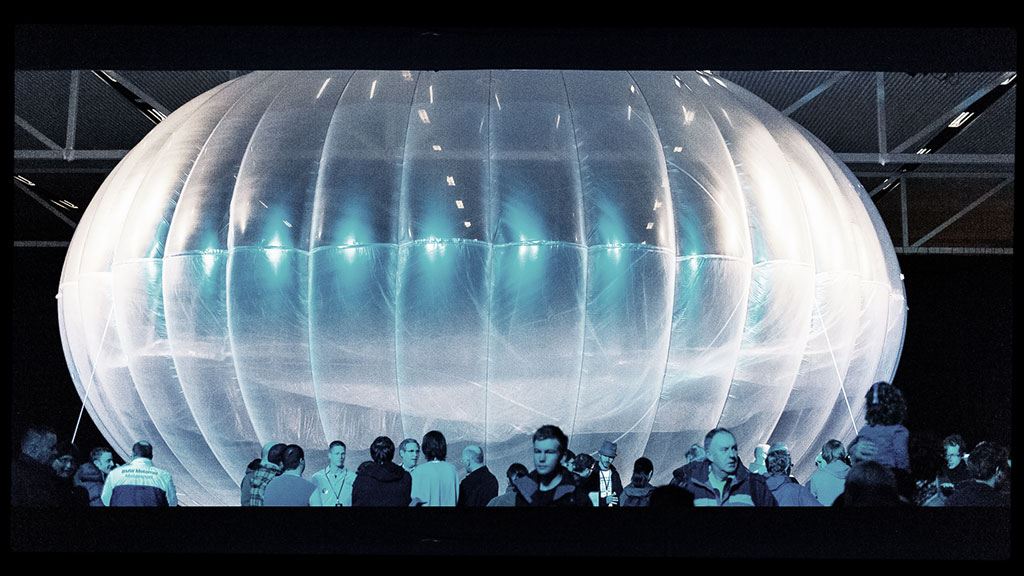
GoogleのProjectLoonバルーン

夜間の操作を可能にし、24時間の昼/夜の連続サイクルを通じて耐久性を確保するために、日中はソーラーパネルがバッテリーまたは燃料電池を充電し、その後、暗闇の時間帯に車両に電力を供給する。大気衛星は、最初はバッテリー電源で夜間に上昇し、夜明け後すぐに高度に到達して、ソーラーパネルが1日の太陽光を利用できるようにする。
FacebookのUAVベースのアクイラシステムは、フリースペース・オプティカル・コミュニケーション技術を使用してUAV間、およびUAVと地上局間でインターネット通信を提供することを期待されている。アクイラUAVは、ジェット旅客機とほぼ同じサイズの炭素繊維、太陽光発電の全翼機の設計である。アクイラの最初のテスト飛行は2016年6月28日に行われた。90分間飛行し、最大高度2150フィートに達し 、着陸へのファイナルアプローチ中に右翼の20フィートの部分が壊れたときに大きな損傷を受けた。アクイラは、英国の企業「Ascenta」によって設計および製造されている。
ルミナティ・エアロスペースは、サブストゥラータ太陽電力航空機は、移動性のガチョウのような編隊飛行により、緯度50°まで無期限に空中に留まることができ、後続の航空機に必要な電力を79％削減し、機体を小さくできると主張している。

### バルーン
静止気球衛星（GBS）は、成層圏（海抜 60,000 - 70,000フィート (18 - 21 km) ）を地球の表面上の固定点で飛行する。その高度では、空気の密度の1/10が海面にある。これらの高度での平均風速は、地表での平均風速よりも遅くなる。
GBSは、広いエリアでブロードバンドインターネットアクセスを提供するために使用できる。
以前のプロジェクトの1つは、ヘリウムを充填した高高度気球の使用を想定したGoogleのProjectLoonであった。

## 高高度長期耐久性
高高度長期耐久性（HALE）は、高高度（60,000フィート）で最適に機能し、着陸に頼ることなくかなりの期間続く飛行が可能な航空機。 対流圏界面は高高度を表す。

### 航空機

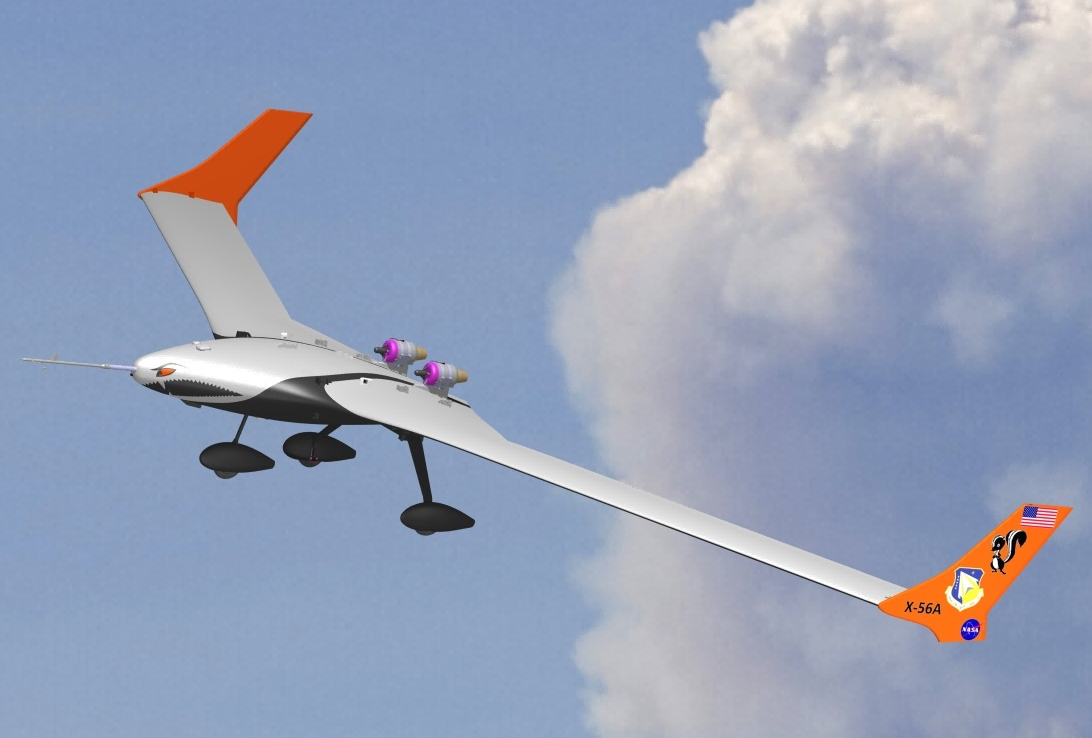
X-56無人航空機(UAV)

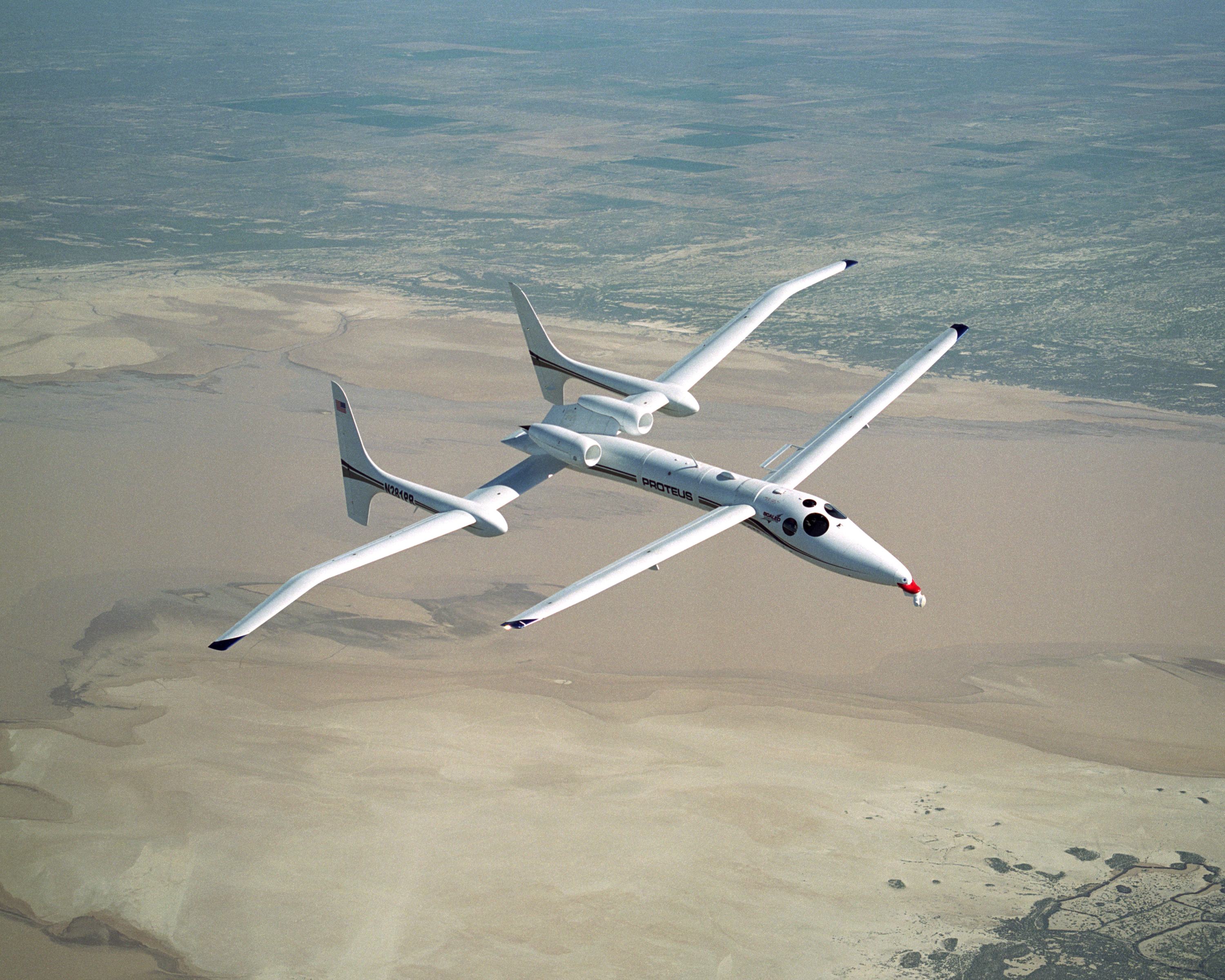
飛行中のプロテウス

ロッキード・マーティンは、このタイプのクラフトの最初のものであるHALEデモンストレーターX-56を製造した。 HALE-Dビークルは、静止位置でジェット気流よりも高い位置から動作するように2011年7月27日に打ち上げられた。HALE-Dは、監視プラットフォーム、通信リレー、または気象観測として機能することであった。
ノースロップ・グラマンRQ-4グローバルホークはHALEUAVの一例。1998年以降、米国空軍で42機使用されている。合成開口レーダー（SAR）、電子光学/赤外線（EO/IR）センサーを搭載し、1日あたり40,000平方マイル（100,000 km2）もの地形を監視する。
Bayraktar Akıncıは、HALEクラスのUAVとして製造され、2021年または2020年後半にサービスを開始する予定。
スケールド・コンポジッツプロテウスの高高度航空機は、高度19.812 km（65,000 ft）で飛行し、最大18時間以上留まることができる。
Altus II（ラテン語：Altusは高いことを意味する）は、高度18.288 km（60,000 ft）で飛行し、航続時間は約24時間で、操作の高度に応じて耐久能力が異なる。
ボーイング・ファントムアイは、ペイロードで4日間高度で飛行を維持する。設計バリアントは、ペイロードを運びながら、10日間高度を維持しながら飛行できる。
デザインペーパー（Z. Goraj et al 2004）は、高度20kmで40時間飛行するセンサーを備えたHALEPW-114クラフトについて説明している。
RQ-3 ダークスターは、高高度エリア内で偵察を行うために設計された高ステルス航空機。この航空機は、高度13.716 Km（45,000 ft）以上で、少なくとも8時間ターゲット上をホバリングすることを目的としている。
エアバスゼファーは、最高高度21.336 Km（70 000 ft）で飛行するように設計されており、2006年の飛行では、80時間飛行した。これは、HALEによる最長飛行であった。モデル7は、2010年7月9日から23日までの飛行である336時間22分8秒のUAVの公式の長期耐久記録を保持している。
ボーイングが製造したボーイング A160 ハミングバードは、回転翼航空機である。

## 成層圏プラットフォームステーション

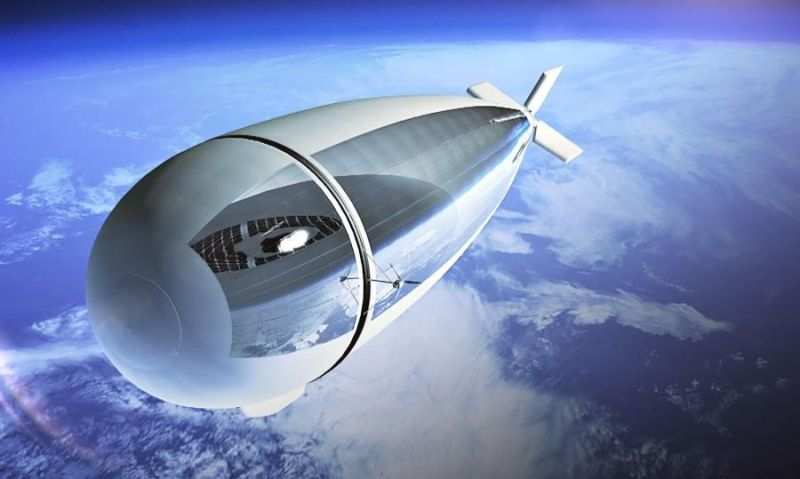
ストラトバス飛行船

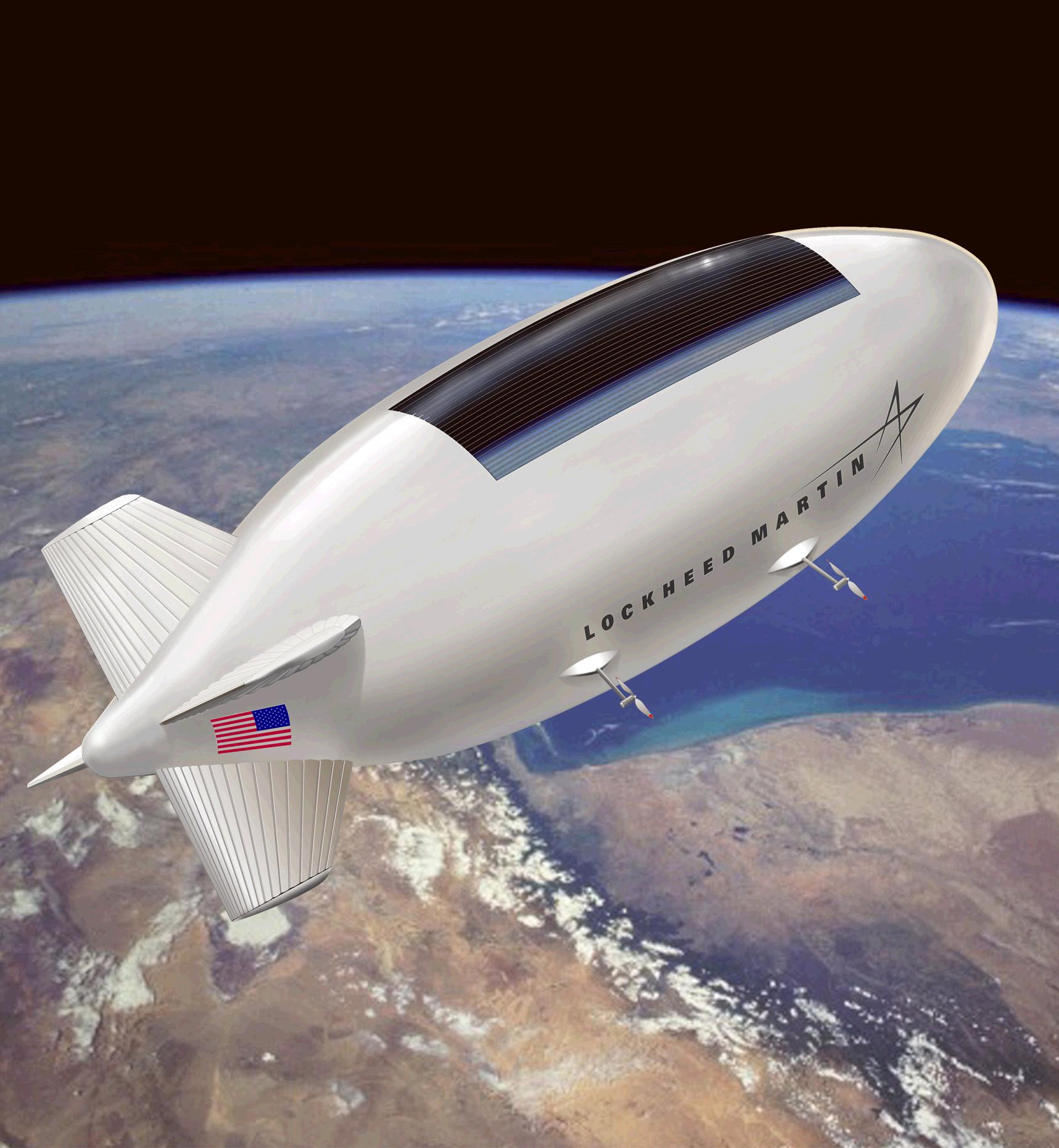
HAPSキャリアとして使用される高高度飛行船

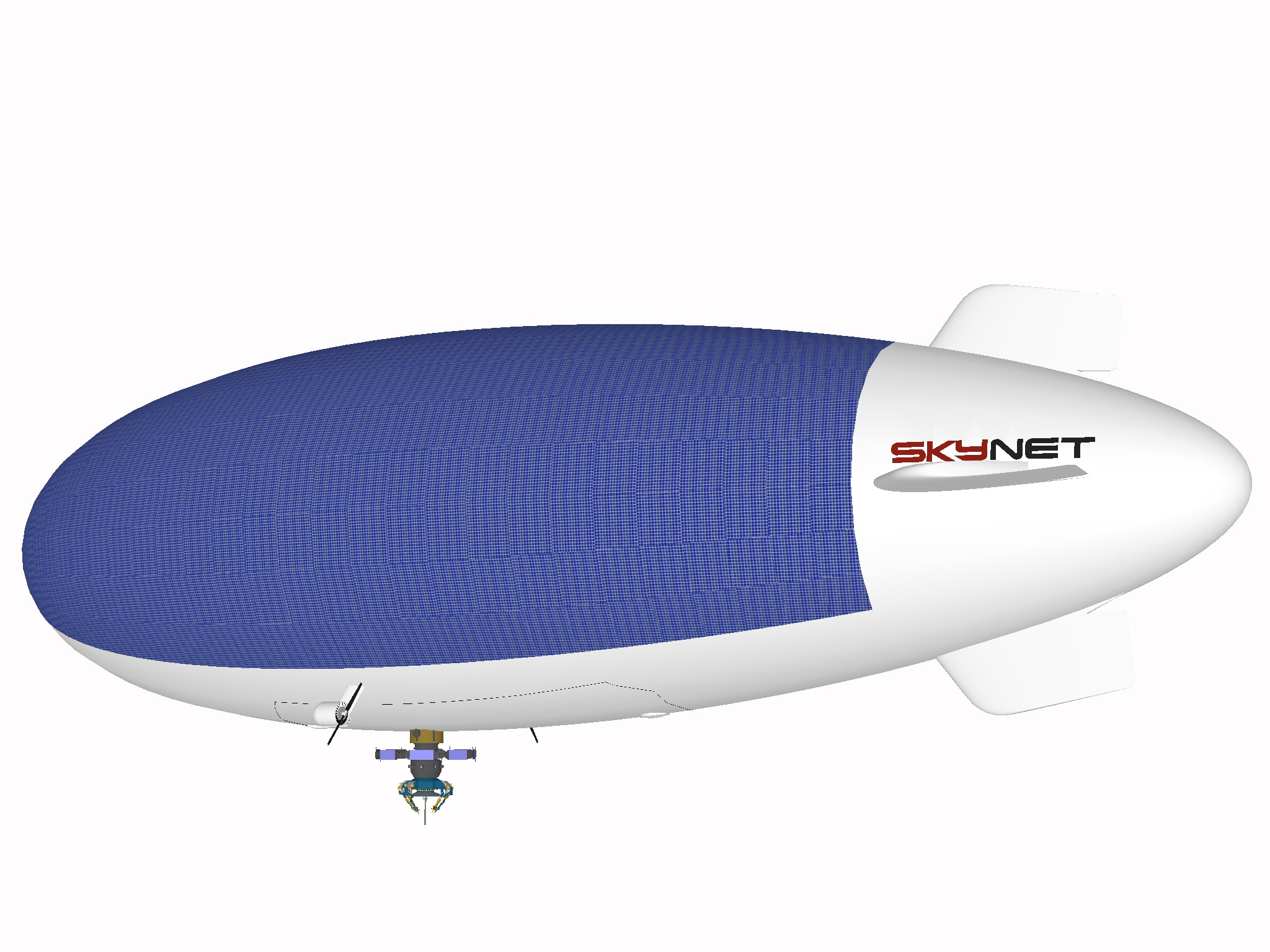
静止飛行船衛星

成層圏プラットフォームステーションまたは成層圏疑似衛星（略称：HAPS）または成層圏プラットフォーム（略称：HAPまたはHAPs [plural]）は、国際電気通信連合（ITU） ITU無線通信規則（RR）第1.66A条に準拠している –「高度20〜50 kmで、地球に対して指定された公称の固定点にあるオブジェクト上のステーション」として定義されている。
各ステーションは、永続的または一時的に動作するサービスによって分類されるものとする。

## 設計上の考慮事項

### 電力による制限
HAPは、有人または無人の飛行機、気球、または飛行船の場合がある。すべてが自機とそのペイロードを機能させるために電力を必要とする。現在のHAPSは、バッテリーまたはエンジンで駆動されるが、ミッション時間は再充電/給油の必要性によって制限される。したがって、将来的には代替手段が検討されている。太陽電池は、HAPS（Helios、Lindstrand HALE）の試験で現在使用されている最良のオプションの1つである。

### HAPSの高度選択
飛行船であろうと飛行機であろうと、主要な課題は、風に直面してもステーションキーピングを維持するHAPの能力にある。世界のほとんどの地域で、これはジェット気流の上の比較的穏やかな風と乱気流の層を表すため、17〜22kmの動作高度が選択される。風のプロファイルは緯度や季節によってかなり異なる場合があるが、通常は示されているものと同様の形式が得られる。この高度（> 17 km）は、商業的な航空交通の高さよりも高く、そうでなければ、潜在的に法外な制約となる可能性がある。

### 衛星との比較
HAPSは衛星よりもはるかに低い高度で動作するため、小さな領域をはるかに効果的にカバーすることが可能である。高度が低いということは、衛星と比較して、通信リンクの予算がはるかに少なく（したがって消費電力が少ない）、ラウンドトリップ遅延が小さいことも意味する。さらに、衛星の配備には、開発と打ち上げの観点から、多大な時間と金銭的リソースが必要である。一方、HAPSは比較的安価で、迅速に展開でき、もう1つの大きな違いは、衛星は、一度打ち上げられるとメンテナンスのために着陸できないのに対し、HAPSは着陸できることである。